# Drongaire
Un drongaire (en grec : δρουγγάριος, et en latin : drungarius) est un rang militaire de la fin de l'Empire romain et de l'Empire byzantin. Il désigne le chef d'un drongos.

## Ère romaine tardive et armée byzantine
Le mot drungus, désignant un corps de troupes, apparaît en latin au IVe siècle (chez Végèce) ; il est emprunté probablement du gaulois (cf. en vieil irlandais drong, « troupe, bande », vieux breton drogn, « rassemblement, troupe », également anglais throng, « foule »). À la fin du VIe siècle, l’empereur Maurice dans son Strategikon utilise le terme de drongos en se référant à un déploiement tactique particulier utilisé par la cavalerie.
Le terme de « droungarios » n’apparaît pas avant le début du VIIe siècle mais pourrait avoir été utilisé de manière informelle avant cette date. Le poste fait initialement référence à des arrangements ad hoc, mais au cours du VIIe siècle, le terme de « drongaire » se réfère à quelque chose de plus précis. Au sein du nouveau système thématique, chaque division majeure est appelée « thème », lui-même divisé en turmes divisés en moirai ou droungoi, composées de plusieurs banda. De fait, chaque moira correspond à un régiment ou une brigade moderne d’à peu près 1 000 hommes et qui peut monter jusqu’à 3 000 hommes. L’empereur Léon VI est connu pour avoir établi des droungoi de seulement 400 hommes pour les nouveaux thèmes de dimensions plus réduites.
Le commandant du régiment d’élite Vigla (une des divisions des tagmata) porte le titre de droungarios tês viglês (δρουγγάριος τῆς βίγλης, « drongaire de la garde »). La première mention de ce titre intervient en 791. Le régiment Vigla est responsable de la protection de l’empereur en campagne. La proximité de l’empereur fait de ce poste un office important et, aux Xe et XIe siècles, il est occupé par un grand nombre de membres issus des plus hautes familles aristocratiques.
Après 1030, ce poste assure aussi des responsabilités judiciaires significatives car son titulaire devient le chef du tribunal impérial du Velon, basé à l’hippodrome couvert proche du palais impérial. Cette fonction survit jusqu’à la fin de l’empire,. Le préfixe megas (« grand ») est ajouté au titre, reflétant le fait que sous la dynastie Comnène, ses détenteurs comme Andronic Kamatéros sont parmi les principaux conseillers de l’empereur. Sous la dynastie Paléologue, le poste est le dixième dans la hiérarchie impériale selon la liste du Pseudo-Kodinos et en campagne, son détenteur est responsable de la surveillance du camp impérial.

## Marine byzantine
Le rang de drongaire est aussi utilisé dans la marine byzantine pour désigner les amiraux. Le drongaire du ploïmon (drouggarios tou basilikou ploïmou) est chargé du commandement de la flotte impériale centrale située aux alentours de Constantinople, et les flottes provinciales sont aussi dirigées par un drongaire (bien que ce titre soit ensuite remplacé par celui de « stratège »), auquel est adjoint le nom du thème concerné, comme  drongaire ou stratège des Cibyrrhéotes). La position du drongaire du ploïmon apparaît pour la première dans le Taktikon Uspensky de 842 mais la date exacte de son apparition reste inconnue.
Le drongaire de la flotte impériale est renommé megas droungarios tou stolou (« grand drongaire de la flotte ») au XIe siècle. Il reste le chef de la marine avant d'être remplacé par le mégaduc dans les années 1090. Le poste de grand drongaire de la flotte n'en survit pas moins mais est subordonné à celui de mégaduc jusqu'à la chute de Constantinople. Le rang de droungarokomēs (δρουγγαροκόμης) correspond à un comte chargé du commandement d'une escadre de navires.